# Schalderer Bach
Der Schalderer Bach (italienisch Rio di Scaleres), auch Vernagge oder Vernaggenbach genannt, ist ein rechter Zufluss des Eisacks in der Gemeinde Vahrn in Südtirol.
Er entsteht aus mehreren Zuflüssen im Ostkamm der Sarntaler Alpen. Dort nimmt er die Nebenflüsse Kammerbach und Giessplattenbach auf, bevor er im Schalderer Tal ostwärts durch Schalders fließt. Dort passiert er das ehemalige Bad Schalders. Bei Vahrn im Eisacktal speist er eine Kneipp-Anlage und nimmt noch den Spilucker Bach (auch Ruschitte genannt) auf, ehe er in den Eisack mündet.
Der Schalderer Bach ist als Naturdenkmal in Vahrn ausgewiesen.
Der Bach ist 1376 als Varnake erstmals verschriftlicht. Das heute nur noch selten gebräuchliche und weitgehend von Schalderer Bach verdrängte Vernagge steht wohl etymologisch in einer Verbindung mit dem Ortsnamen Vahrn.